# Atletismo nos Jogos Pan-Americanos de 1979 - Salto em altura masculino
A prova do salto em altura masculino nos Jogos Pan-Americanos de 1979 foi realizada em San Juan, Porto Rico.

## Medalhistas
| Ouro                               | Prata                         | Bronze                  |
| Franklin Jacobs USA Estados Unidos | Ben Fields USA Estados Unidos | Milton Ottey CAN Canadá |

## Resultados
| Posição           | Nome              | Nacionalidade            | Marca | Notas |
| ----------------- | ----------------- | ------------------------ | ----- | ----- |
| Medalha de ouro   | Franklin Jacobs   | USA Estados Unidos       | 2.26  |       |
| Medalha de prata  | Ben Fields        | USA Estados Unidos       | 2.19  |       |
| Medalha de bronze | Milton Ottey      | CAN Canadá               | 2.19  |       |
| 4                 | Juan Centelles    | CUB Cuba                 | 2.17  |       |
| 5                 | Dean Bauck        | CAN Canadá               | 2.15  |       |
| 6                 | Carlos Acosta     | PUR Porto Rico           | 2.15  |       |
| 7                 | Cristóbal de León | DOM República Dominicana | 2.12  |       |
| 8                 | Richard Spencer   | CUB Cuba                 | 2.09  |       |